# Ctenodontina maya
Ctenodontina maya là một loài ruồi trong họ Asilidae. Ctenodontina maya được Carrera & Andretta miêu tả năm 1953. Loài này phân bố ở vùng Tân nhiệt đới.